# Komitet „Karabach”
Treść tego artykułu może nie być zgodna z zasadami neutralnego punktu widzenia.
 Po wyeliminowaniu niedoskonałości należy usunąć szablon [[Szablon:Dopracować|]] z tego artykułu.
Komitet „Karabach” (orm. Ղարաբաղ կոմիտե) – ormiańska organizacja polityczna powstała w 1987, stawiająca sobie za cel w pierwszej kolejności oderwanie Górskiego Karabachu od Azerbejdżańskiej SRR i przyłączenie go do niepodległej Armenii, w dalszej – budowę ormiańskiego państwa narodowego w granicach przekraczających obszary Armeńskiej SRR.
Komitet rozpoczął swoją działalność w październiku 1987, według innego źródła – 23 lutego 1988. Jako cel stawiał sobie budowę Armenii jako państwa wyłącznie Ormian, bez mniejszości narodowych, w granicach przekraczających obszar Armeńskiej SRR, obejmujących oprócz niego Górski Karabach, Nachiczewan, Armawir, Gandżę, Geranboj, Achalkalaki oraz część Turcji. Wśród założycieli organizacji byli Lewon Ter-Petrosjan (przyszły prezydent niepodległej Armenii), Igor Muradian, Gagik Safarian, Manuel Sargsjan, Aszot Manuczarian, Hrair Ulubabian. Według niektórych autorów, organizacja powstała z inspiracji emigracyjnej Armeńskiej Federacji Rewolucyjnej (dasznaków).
Działacze komitetu szybko zdobyli popularność wśród Ormian, występując na wiecach niepodległościowych w miastach Armeńskiej SRR i w innych skupiskach Ormian w ZSRR. Zjednoczenie wszystkich ziem ormiańskich w niepodległym państwie było jedynym głoszonym przez nich hasłem – świadomie zrezygnowali np. z krytyki gospodarki radzieckiej czy panującej w kraju korupcji, by skupiać całą uwagę wyłącznie na kwestii zjednoczenia.
Dążąc do usunięcia z terytorium Armenii mniejszości azerskiej, od początku istnienia organizacji wszczynali antyazerskie zamieszki w miastach ormiańskich, doprowadzając do masowych ucieczek Azerów z Armenii i Górskiego Karabachu. Od 1988 Komitet posiadał na terenie Górskiego Karabachu własne oddziały paramilitarne, określane jako "oddziały samoobrony", które dokonywały napaści na Azerów. W mniejszości w organizacji pozostawali umiarkowani działacze, którzy dopuszczali możliwość dialogu z politykami azerskimi i dalszego współistnienia obu społeczności.
Po masakrze w Sumgaicie Komitet "Karabach" przesłał list do I sekretarza KPZR Michaiła Gorbaczowa, domagając się wykrycia i ukarania sprawców pogromu. Wyrażono również nadzieję, że konflikt ormiańsko-azerski o Górski Karabach zostanie przedyskutowany na forum Politbiura KPZR.
17 maja 1988 przedstawiciele Komitetu, łamiąc zakaz zgromadzeń publicznych wprowadzony po masakrze, zorganizowali kolejne manifestacje narodowe w centrum Erywania. 
Sześć dni wcześniej, na skutek wewnętrznych różnic zdań, Igor Muradian i jego zwolennicy zostali wykluczeni z Komitetu. Od tej pory w jego skład wchodzili Lewon Ter-Petrosjan, Wazgen Manukian, Aszot Manuczarian, Rafael Gazarian, Babken Araksjan, Dawit Wartanian, Samson Gazarian, Hambartsum Galstian, Aleksander Hakopian, Samuel Keworkian i Wano Sirategian. Nowi członkowie Komitetu byli przekonani, że jego działalność powinna wpisywać się w aktywność antykomunistycznej opozycji w całym ZSRR.
8 sierpnia 1988 Komitet przekształcił się w partię demokratyczną i narodową o nazwie Ormiański Ruch Narodowy. W listopadzie tego samego roku podległe jej "oddziały samoobrony" wypędziły z Armeńskiej SRR nawet 200 tys. Azerów, co Piotr Kwiatkiewicz uznaje za czystkę etniczną. Milicja państwowa w większości przypadków nie interweniowała. Dopiero pod koniec roku władze radzieckie wprowadziły w strefie nadgranicznej dwóch republik stan wyjątkowy, uniemożliwiając dalsze wypędzenia Azerów. 10 grudnia 1988, w obawie przed popularnością byłych liderów Komitetu (obecnie działaczy Ormiańskiego Ruchu Narodowego) i ich zdolnością do mobilizowania społeczeństwa ormiańskiego, władze radzieckie dokonały ich aresztowania